# أوريليانو بولونيزي
أوريليانو بولونيزي (بالإيطالية: Aureliano Bolognesi)‏ (15 نوفمبر 1930 – 30 مارس 2018) هو ملاكم إيطالي راحل، مثّل بلاده في الألعاب الأولمبية الصيفية 1952 وحقق الميدالية الذهبية في فئة الوزن الخفيف.

## روابط خارجية
أوريليانو بولونيزي على موقع بوكس ريك (الإنجليزية) (registration required)
- أوريليانو بولونيزي على موقع اللجنة الأولمبية الدولية (الإنجليزية)
- أوريليانو بولونيزي على موقع أوليمبيديا (الإنجليزية)
- أوريليانو بولونيزي على موقع اللجنة الأولمبية الإيطالية (الإيطالية)
- أوريليانو بولونيزي على موقع CONI honoured athlete website (الإيطالية)